# Roverchiara
Roverchiara ist eine nordostitalienische Gemeinde (comune) mit 2600 Einwohnern (Stand 31. Dezember 2023) in der Provinz Verona in Venetien. Die Gemeinde liegt etwa 34 Kilometer südöstlich von Verona am Etsch.

## Geschichte
813 wird der Ort erstmals urkundlich erwähnt.

## Verkehr
Durch die Gemeinde führt die Strada Statale 434 Transpolesana von Verona nach Rovigo.